# Reinhard Theimer
Reinhard Theimer (Berlín, República Democrática Alemana, 28 de febrero de 1948) fue un atleta alemán especializado en la prueba de lanzamiento de martillo, en la que consiguió ser medallista de bronce europeo en 1974.

## Carrera deportiva
En el Campeonato Europeo de Atletismo de 1974 ganó la medalla de bronce en el lanzamiento de martillo, con una marca de 71.62 metros, tras el soviético Aleksey Spiridonov (oro con 74.20 metros) y el también alemán Jochen Sachse (plata con 74.00 m).